# Agrupación Deportiva Sala 10
Agrupación Deportiva Sala 10 , ahora llamado Wanapix por ser su patrocinador principal, es un equipo español de fútbol sala situado en Zaragoza, que juega en la Primera División de Liga Nacional de Fútbol Sala. Fundado en 1987, se convirtió en el principal equipo de Zaragoza tras la desaparición del Sego Zaragoza, más conocido como Pinturas Lepanto. Su debut en División de Honor se produjo en la temporada 1999/2000.

## Historia
La Agrupación Deportiva Sala 10 se fundó en 1987 como un club amateur de Zaragoza, y en sus primeros años permaneció en campeonatos regionales de Aragón. El equipo no ingresó en los campeonatos de la Liga Nacional de Fútbol Sala hasta 1992, cuando se inscribió en Primera Nacional "B". Poco a poco, fueron ascendiendo posiciones.
Con la desaparición en el año 1998 del Pinturas Lepanto, principal club de fútbol sala de la ciudad, Sala 10 se convirtió en el primer equipo de Zaragoza. Aunque en 1995 el equipo consiguió su ascenso en el terreno de juego, Sala 10 tuvo que renunciar a la División de Plata por falta de financiación. Un año después, los aragoneses finalizaron campeones y subieron a la segunda categoría, con patrocinadores y un nuevo modelo de gestión.
Sala 10 permaneció en Plata tres años hasta que en 1998/99, como Foticos Zaragoza, subió a División de Honor por primera vez en su historia. En la máxima categoría permaneció dos temporadas, hasta que en 2000/01 bajó de división al perder en la fase de permanencia ante el MRA XOTA. Su paso en la división inferior duró solo un año, ya que en 2001/02 volvieron a ascender.
Su siguiente etapa en División de Honor estuvo patrocinada por la aseguradora DKV Seguros, por lo que el club se llamó DKV Seguros Zaragoza. En las primeras tres temporadas, Sala 10 finalizó en las ocho primeras posiciones que dan derecho a jugar el playoff por el título. Sin embargo, sus actuaciones empeoraron en las siguientes campañas y en 2007/08 el equipo aragonés bajó a Plata. De nuevo, los zaragozanos volvieron a la máxima competición un año después.
En la temporada 2017/18, el equipo logra clasificarse para la Copa de España tras cinco años sin disputarla. Además, llegan a las semifinales de la Copa del Rey por segunda vez en su historia y encadenan 12 partidos oficiales seguidos sin conocer la derrota (mejor racha en la historia de la entidad). Para destacar fue su gran actuación en el Copa de España, donde eliminaron en cuartos al FC Barcelona. En semifinales, el equipo cayó eliminado en el último segundo frente al Jaén Paraíso Interior. Esta campaña el conjunto finalizó en 7.ª posición.
En la temporada 2021/22, el equipo, conocido esa temporada como Futbol Emotion Zaragoza, descendió a Segunda División. La temporada siguiente, 2022/23, estuvo cerca de ascender a la máxima categoría, pero cayó eliminado en los playoffs de ascenso.
En la temporada 2023/24 el nombre del equipo en todas sus categorías pasa a ser Wanapix al ser su patrocinador principal. Wanapix es una marca que pertenece a la empresa Foticos S.L., empresa que ya patrocinó al club en la temporada 1998/99. Esta misma temporada, el club asciende de nuevo a Primera División, de forma directa, tras quedar 1er clasificado tras la temporada regular.

## Trayectoria Histórica[1]
| Temporada | División          | Posición               |
| --------- | ----------------- | ---------------------- |
| 1993-94   | 1.ª Nacional "A"  |                        |
| 1994-95   | 1.ª Nacional "A"  |                        |
| 1995-96   | 1.ª Nacional "A"  |                        |
| 1996-97   | División de Plata | 2.º                    |
| 1997-98   | División de Plata | 4.º                    |
| 1998-99   | División de Plata | 1º                     |
| 1999-2000 | División de Honor | 12º                    |
| 2000-01   | División de Honor | 13.º                   |
| 2001-02   | División de Plata | 1.º                    |
| 2002-03   | División de Honor | 5º (Cuartos de final)  |
| 2003-04   | División de Honor | 6.º (Cuartos de final) |

| Temporada | División          | Posición               |
| --------- | ----------------- | ---------------------- |
| 2004-05   | División de Honor | 8º (Cuartos de final)  |
| 2005-06   | División de Honor | 13º                    |
| 2006-07   | División de Honor | 12.º                   |
| 2007-08   | División de Honor | 15.º                   |
| 2008-09   | División de Plata | 2.º                    |
| 2009-10   | División de Honor | 13.º                   |
| 2010-11   | División de Honor | 9.º                    |
| 2011-12   | Primera División  | 8.º (Cuartos de final) |
| 2012-13   | Primera División  | 5.º (Cuartos de final) |
| 2013-14   | Primera División  | 14.º                   |

| Temporada | División         | Posición               |
| --------- | ---------------- | ---------------------- |
| 2014-15   | Primera División | 10º                    |
| 2015-16   | Primera División | 10º                    |
| 2016-17   | Primera División | 10.º                   |
| 2017-18   | Primera División | 7.º (Cuartos de final) |
| 2018-19   | Primera División | 11.º                   |
| 2019-20   | Primera División | 15.º                   |
| 2020-21   | Primera División | 7.º                    |
| 2021-22   | Primera División | 15.º                   |
| 2022-23   | Segunda División | 5.º (Play-Off Ascenso) |
| 2023-24   | Segunda División | 1º                     |

- 21 temporadas en a Primera División
- 6 temporadas en a Segunda División
- 3 temporadas en a Segunda División B

## Palmarés
- Campeón de Segunda División: 3 (1998-99), (2001-02), (2023-24)